# ヴィタリー・スカクン
ヴィタリー・ヴォロディミロヴィッチ・スカクン（ウクライナ語: Віталій Володимирович Скакун、英語: Vitalii Volodymyrovych Skakun、1996年8月19日 - 2022年2月24日）は、ウクライナ海軍歩兵の戦闘工兵であった人物。

## 生い立ち
ヴィタリー・スカクンはウクライナ西部のテルノーピリ州ベレジャニに生まれた。学校では不公正な事に黙っていられず、また率先して物事を行う性格であった。リヴィウ第20高等職業学校とリヴィウ工科大学を卒業した。
2022年のロシアのウクライナ侵攻の際、スカクンの所属する第137独立海軍歩兵大隊はペレコープ地峡の近くにあるヘニチェスクの町を守るために配備された。 ロシア軍の機甲部隊が陣地に近づくと、ヘルソン攻勢作戦でクリミアから北上するロシア軍の進撃を遅らせるため、ウクライナ軍がヘニチェスク橋を破壊することを決定した。戦闘工兵であるスカクンは、橋に地雷を設置することを志願した。地雷は設置したもののロシアの機甲部隊が迫っており、安全に遠隔操作で起爆させるための設置をする時間はなかった。部隊の仲間に手動で起爆させる、「さようなら」と意思を伝えた後、橋と共に自爆した。その結果、敵の進軍を遅らせ、ウクライナ側の大隊が再編成する時間をもたらすこととなった。
スカクンにはベレジャニに住む祖母、イタリア在住の母、リビウに住む姉がいた。父は前年に病没していた。

## 受章
ウクライナ当局はスカクンに死後の軍事的栄誉を与えるべく、迅速な対応をした。2022年2月26日、ウクライナのウォロディミル・ゼレンスキー大統領からスカクンに軍事版ウクライナ英雄の称号である金星勲章が授与された。
2022年3月1日、ベレジャニの議会はスカクンに名誉市民の称号を授与した。

## 社会的影響
2022年2月28日、プラハでロシア大使館の住所があるコルノヴァチニ通りにかかる橋の名前がヴィタリー・スカクン橋(チェコ語記事)に改名された。
2022年4月28日、ムカチェヴォ市のナヒモワ通りがヴィタリー・スカクン通りに改名された。

## ギャラリー
- ヘニチェスク橋、2021年1月時点
- ベレジャニ市の名誉市民賞
- スカクン橋
- スカクン橋のプレート